# Cornelius Schumacher
Cornelius Schumacher (ur. 1 grudnia 1969 w Tybindze) – niemiecki programista pracujący nad KDE, prezes KDE e.V.

## Życiorys
Cornelius Schumacher pracuje nad KDE od 1997 roku, kiedy pracował głównie w zespole KDE PIM. Przez wiele lat głównym programistą i zarządcą projektu KOrganizer. Od 2002 roku jest członkiem zarządu KDE e.V., a w roku 2009 został prezesem zarządu.
11 października 2009 napisał o szacowanych kosztach (wykorzystując metodę COCOMO z SLOCCount) tworzenia pakietów KDE zawierających 4 273 291 linii kodu i wyniosłyby 175 364 716 USD. Nie dotyczą one Qt, Calligra Suite, Amaroka, DigiKam i innych programów, które nie stanowią części KDE core.